# آ لا کابارت
آ لا کابارت (انگلیسی: A La Cabaret) یک فیلم کمدی صامت است که در سال ۱۹۱۶ منتشر شد.